# 園崎未惠
園崎未惠（日语：／ Sonozaki Mie，1973年2月7日—），是日本的女性聲優、演員、播報員、歌手。東京都出身。Remax所屬。以前的藝名是。綽名為。

## 人物介紹
受到經營芭蕾教室的母親的影響，自小學起學習古典芭蕾。就讀女子高校時加入演劇部。大妻女子短大營養科畢業後，在俳協演劇研究所拜手塚敏夫為師。1994年3月從該所畢業後，一邊從事音響类的後台工作，一邊往來影像系的事務所1年，經歷過戲劇、秀場模特兒、播報員等工作。1996年移籍到東京Actor's Bank（TAB）。
1997年2月，以的名字出道。1999年1月脫離TAB。3個月間以自由之身度過後，1999年4月進入Remax。2002年4月1日，將藝名更改成漢字的園崎未惠。
為竹中直人和森本雷歐的忠實粉絲。對茶有相當高的造詣，並持有中國政府認定的初級茶藝師資格。喜歡的東西是蛙、金魚、指甲彩繪，討厭的東西是番茄、日曬，自小受花粉症所擾（廣播節目中談到）。
和古山貴實子、笹島かほる、島涼香私交甚深。2008年11月8日结婚，2013年12月透露已離婚。

## 演出作品
※主角、主要角色以粗体表示

### 電視動畫
1998年
- LEGEND OF BASARA（新桥、朱理〈幼少时代〉）

1999年
- 下级生（饭岛美雪）
- 网络安琪儿（惠）
- To Heart（99版）（女生）
- 仙魔大战2000（ミニ鳩ポリス）
- 舊獵人（主持人）

2000年
- 咕噜咕噜魔法阵（星之兵队、女孩子）
- へろへろくん（ユラユラ）

2001年
- 钢铁天使（皇潤加）
- 漫画派对（长谷部彩、梦路真由、风见铃香）
- 神雕侠侣（小龙女）
- 恋爱占卜师（樱）
- 欢乐课程（八樱叶月）

2002年
- 人造人间009 THE CYBORG SOLDIER（莉娜）
- 真·女神转生 恶魔之子（グレモリィ）
- 战斗陀螺2002（クイーン）
- 哨声响起（西园寺玲）

2003年
- 奇诺之旅（女性入国審査官）
- 烏龍派出所（天使隊員）
- 欢乐课程 ADVANCE（八樱叶月）

2004年
- 阿貴的家族（燕子、小白）
- 杀戮都市（玄野计（幼少時）、樱丘圣）
- 北方戀曲～Diamond Dust Drops～（ジュン）
- KURAU Phantom Memory（娼妇）
- Get Ride! アムドライバー（迦莫·芙莱雅）
- To Heart ～Remember my Memories～（辛迪·宫内）
- 爆裂天使（抚子）

2005年
- 漫画派对～Revolution（长谷部彩、梦路真由）
- 魔女的考验（プラートル）
- MAR 魔兵传奇（奇美拉）

2006年
- 魔女之刃（苏峰玲奈）
- 玻璃舰队（ミュスカ）
- Ghost Hunt（吉见阳子）
- 彩云国物语（红蔷君）
- 真仙魔大战（圣太子谢诺）
- xxxHOLiC（蓝色礼服的女子）
- 妖怪人间贝姆（06版）（日向丽）
- 吉永家的石雕像（萱乃、佐佐尾）

2007年
- 鬼太郎（第5作）（葵）
- 火影忍者疾风传（二尾柚木斗）
- 罗密欧×茱丽叶（兰斯洛特之妻）

2008年
- Strike Witches（歌爾特露特·巴克霍隆）
- 西洋古董洋果子店～Antique～（小野永子）
- 记忆女神的女儿们（轰阳子）
- 药师寺凉子之怪奇事件簿（药师寺绢子）

2009年
- 第一神拳 New Challenger（板垣母）
- BLEACH（袖白雪）
- 每日媽媽（鴨原文治）
- RIDEBACK（尾形游纪）

2010年
- Strike Witches 2（歌爾特露特·巴克霍隆）
- Battle Spirits 少年激霸彈（涼子）
- Heartcatch 光之美少女!（中野美鶴）

2012年
- BRAVE10（灰櫻）
- 王者天下（楊端和）

2013年
- 遊戲王ZEXAL Ⅱ（羽原海美）
- Vividred Operation（烏鴉）
- 八犬傳－東方八犬異聞－ 第2期（章彥之母）

2014年
- ONE PIECE（维爾莉特）
- 漫画家与助手（音砂见张母）
- 四月是你的謊言（瀨戶紘子）
- 遊戲王ARC-V（紫雲院素良）

2015年
- ONE PIECE 薩波的故事～三兄弟的羈絆!奇跡的再會和被繼承的意志（碧歐菈／維爾莉特）
- 排球少年！！第二季（谷地圓）
- 全部成為F -THE PERFECT INSIDER-（真賀田美千代）

2016年
- 境界之輪迴 第2期（彌生）
- 制約之絆（漆原）
- 舞武器·舞亂伎 星之巨人（拉克什米）
- WWW.WORKING!!（宮越葉子）
- 黑白來看守所（導演）

2017年
- 夏目友人帳 陸（紅子）
- 便利商店情人（真四季凜）
- Princess Principal（澤爾達）
- Just Because!（瑛太的母親）
- 血界戰線 & BEYOND（瑞秋·華盛頓）

2018年
- 銀河英雄傳說 Die Neue These 邂逅（多敏尼克·尚·皮埃爾）
- 重神機潘多拉（莎拉）
- 甜心戰士 Universe（黑爪）
- 付喪神出租中（阿辰）
- 我讓最想被擁抱的男人給威脅了。（白石佳乃子）
- 我的英雄學院 第3期（志村菜奈）

2019年
- 強襲魔女 501部隊出動！（歌爾特露特·巴克霍隆）
- Star☆Twinkle 光之美少女（達克涅斯特／蛇夫座的公主）
- 女高中生的虛度日常（マジメの母）

2020年
- 阿薩里爾 未來的民間故事（媽媽）
- 阿爾蒂（阿爾蒂母）
- 數碼寶貝大冒險：（太一的母親）
- 轉生成女性向遊戲只有毀滅END的壞人大小姐（席利烏斯的母親）
- 大欺詐師（辛西亞·穆爾）
- 憂國的莫里亞蒂（維多利亞女王）
- 強襲魔女 通往柏林之路（歌爾特露特·巴克霍隆）

2021年
- 境界觸發者 2nd season（薇恩·蘇）
- SK8 the Infinity（馳河菜菜子）
- 世界魔女出動！（歌爾特露特·巴克霍隆）
- 數碼寶貝大冒險：（迪路獸/天女兽/座天使兽/圣龙兽[2]）
- 我的英雄學院 第5期（志村菜奈）
- 白沙的Aquatope（宮澤繪里）
- 暗夜第六感 2041（黑木祐子）
- EDENS ZERO 伊甸星原（紅婦人）
- 桃子男孩渡海而來（未亡人）
- 漂流少年（會長、瑞穗的母親）
- 王者天下3（楊端和）
- 魯邦三世 PART6（哈德森）

2022年
- 青之蘆葦（青井紀子[3]）
- 史上最強大魔王轉生為村民A（奧莉維亞·維爾·懷恩[4]）
- Love All Play（東山美香）
- 王者天下4（楊端和）
- 我的英雄學院 第6期（志村菜奈）
- 數碼寶貝幽靈遊戲（莉莉絲獸）

2023年
- HIGH CARD 至高之牌（布蘭蒂·布魯梅塔爾[5]）
- 英雄傳說 閃之軌跡 北方戰役（珍娜·斯特姆[6]）
- 地下忍者（佐佐魔）
- AI電子基因（勅使河原唄子）
- 逃走中 GREAT MISSION（喬伊斯·歐哈拉）

2024年
- HIGH CARD 至高之牌（第2期）（布蘭蒂·布魯梅塔爾[7]）
- 明治擊劍－1874－（中澤琴[8]）
- Unnamed Memory 無名記憶（沉默魔女／菈碧妮亞）
- 狼與辛香料 MERCHANT MEETS THE WISE WOLF（肯普）
- 義妹生活（工藤英葉[9]）
- 阿薩里爾2 未來的民間故事（媽媽[10]）

2025年
- 我想蹺掉太子妃培訓（莉莉[11]）
- Unnamed Memory 無名記憶 Act.2（菈碧妮亞[12]）
- 最強王圖鑑 ～The Ultimate Tournament～（TT[13]）
- 九龍大眾浪漫（楊麗）
- 和雨·和你（道子[14]）
- GACHIAKUTA（賽謬[15]）
- 王者天下6（楊端和[16]）

### OVA
- 异世界圣机师物语（雪音·美雅）
- 下级生（ELF版）（饭岛美雪）
- 学校怪谈（口裂け女）
- クイーン・エメラルダス（子猫）
- 光明骑士IV（黛安娜·希尔弗奈尔）
- YU-NO 在這世界盡頭詠唱愛的少女（武田绘里子）
- 漫画派对～Revolution（长谷部彩）
- 樱花大战纽约篇（九条昴）
- 星空防衛隊系列（中村彩云）※代役
- 天罰エンジェルラビィ（阿露缇·榭玛）
- 欢乐课程（八樱叶月）
- 欢乐课程 THE FINAL（八樱叶月）
- 蓝色乐章（谜之少女、深景）

### 劇場版動畫
- 鬼太郎 日本爆裂!!（雪女葵）
- 火影忍者疾風傳劇場版 血獄（龍舌）
- Bayonetta: Bloody Fate（貞德）
- 屁屁偵探：屁屁亞蒂（粉紅耳調查官）
- 大雄與天空的理想鄉（賽伊）

### Web动画
- 幕末机关说（琴波）

2024年
- Fate/Grand Order 搞不懂的藤丸立香 第2期（千利休）

2025年
- Enter The Garden Ep.2 Fractured Reflections -橢圓曲線上的世界-（シャオ[17]）

### 遊戲
傳說對決（櫻吹雪-緋淚）
- 白貓Project（席耶拉·奇露尼爾格）
- 魔兵驚天錄（貞德）
- 魔兵驚天錄2（贞德）
- 弧光幻想曲（沙希）
- 刺客信条（露茜·斯特伦）
- Another Century's Episode 3 THE FINAL（フェイ・ロシュナンテ）
- AS～天使小夜曲（阿露缇·榭玛）
- 下级生（饭岛美雪）
- 光明骑士IV（黛安娜·希尔弗奈尔）
- 漫画派对（长谷部彩、梦路真由、风见铃香）
- 樱花大战V ～再见吾爱～（九条昴）
- 闇影之心系列
  - 闇影之心（玛格丽特·G·特尔）
  - 闇影之心2（薇罗妮卡·薇拉）
  - 闇影之心：來自新世界（爱德娜·卡波内、レディ）
- シュミッドディーヴァ（克里丝蒂安娜）
- 恋爱候补生（池上才子）
- STELLA DEUS（日语：ステラデウス）（爱吉娜）
- Strike Witches系列（葛特露德·巴克霍恩）
  - Strike Witches -あなたとできること A Little Peaceful Days-
  - Strike Witches -苍空电击战 新队长 奋斗！-
- 街头霸王IV（深红毒蛇（日语：クリムゾン・ヴァイパー））
- ツインズストーリー きみにつたえたくて…（中村慎之介）
- 遗迹传说（丝特拉·特梅斯）
- To Heart（辛迪·宫内、吉井ゆかり）
- 信赖铃音 ～肖邦之梦～（克莱维斯）
- 生化奇兵（布丽姬特·特南鲍姆）
- 初恋ばれんたいん（毛利麻美）
- 欢乐课程（八樱叶月）
- パンツァーバンディット（センカ）
- 最终幻想系列
  - 最终幻想XII（雅雪·巴纳金·达马斯卡）
  - 最终幻想XIII（吉尔·娜芭特）
- F 〜ファナティック〜（ミリア・フィオリーゼ）
- 夢幻奇緣2☆☆☆（日野平葵）
- 魔法气泡系列
  - 魔法气泡狂热版（亞魯魯、克魯格、こづれフランケン（子））
  - 魔法气泡狂热版2（亞魯魯、克魯格、こづれフランケン（子）、異形克魯格）
  - 魔法气泡15周年纪念版（亞魯魯、克魯格）
  - 魔法气泡7（亞魯魯、克魯格、暗黑亞魯魯）
  - 魔法气泡編年史（亞魯魯、克魯格）
- 废墟迷宫 ～再见月的废墟～（库罗乌）
- 下课后恋爱俱乐部 （美咲椎那）
- 魔术士欧菲 Sorcerous Stabber ORPHEN（マー）
- まほろばStories（トッコ）
- 如龙3（ニューセレナのママ）
- 龙机传承（バブレート・ジェシル）
- 弧光之源（沙希）
- 守望先鋒（莫伊拉）
- 沙加 绯红恩典 绯色的野望（卡米莉娅）
- 明日方舟（食铁兽)*
- 仁王2 (阿市)
- 英雄聯盟（卡莎碧、勒布朗）
- 賽博朋克2077（奧特·坎寧安）

2020年
- 寶可夢大師（竹蘭）

2022年
- Fate/Grand Order （千利休）

2023年
- 無期迷途（珀尔夫人）

### DRAMA CD
- 伊苏VIIプロローグ DRAMA CD 〜綴られざる冒険譚〜（Ys SEVEN初回限定版附赠） （妮丝）
- 英国妖异谈3/被囚禁的独角兽（莎拉）
- Eternal Legend～继承之系谱～ 上卷（萝拉）
- AS～天使小夜曲（阿露缇·榭玛）
- 制造王子计划 Digital Comic（谢名堂纯）
- 下级生 Radio Drama（饭岛美雪）
- コールド・ゲヘナ（芙罗丝蒂·菲伊）
- 欢乐课程（八樱叶月）
- 梦幻奇缘2系列（日野平葵）
  - Fantastic Fortune 2 ～Marine Style～
  - Fantastic Fortune 2 ～Aoi Romance～
  - Fantastic Fortune 2 ～Aqua Balance～
- 絕代雙驕（小鱼儿·花无缺的孩提时代）

### 外語配音
- 三國 (電視劇)（小喬）
- 24 TWENTY FOUR（キンバリー・バウアー）
- チューブ（インギョン）
- Dawson's Creek（オードリー）
- ヒロイック・デュオ（ミン）
- The Practice（ルーシー=ハッチャー）
- こどもおもしろメカニック（エリシア）
- ヴィレッジ（アイヴィー）
- Scooby-Doo（ダフネ）
- 活人生吃（ニコール）
- 放牛班的春天2004（伯爵夫人）
- 奧本海默（凱瑟琳·歐本海默）

### 舞台
- こんな宿屋 / 艶役
- 花の元禄酔虎伝 / 蘭乱々役
- ぽちっとなﾌﾟﾛﾃﾞｭｰｽ 魔法少女バイオレットグリーン / 槙原まみこ役
- 楽屋 BACK STAGE 4 / 女優Ｂ役
- Ｍ Soorasia / 美月､エリザベート役
- WANDELUNG vol.1.4 ヤカン 〜あなたは誰と過ごしますか？〜/ 女刑事役
- WANDELUNG vol.2 クスリ＋ 〜ケンコウを取り戻せ！〜 / 姉役
- WANDELUNG vol.5.1 ホーム！ / アンドウマコト役
- WANDELUNG vol.6.0 ヒミツキッチン★ / アブラヤノリコ役
- WANDELUNG vol.6.945 オハコ△▼ロック♪ / 女役
- WANDELUNG vol.7.77 シーチキンパラダイス◎ / 穴水茉莉子役

### 戲劇
- 腕におぼえあり（NHK）
- 明日はだいじょうぶ（KTV）
- 秀逗小護士（CX）
- 動物のお医者さん（ANB）/ 声の出演（スナネズミ他）

### 廣播
- TOKYO→NIIGATA MUSIC CONVOY火曜日（2006年12月担当パーソナリティ）（FM PORT）

### CD
- 「コールド・ゲヘナ」イメージ・テーマ～SEEDS of WILL
- ミニアルバム「Sphere」
- ミニアルバム「Tales」
- 「ZENITH」Mistralouge　テーマソング

## 外部連結
- 公式プロフィール
- 園崎未恵のゆらゆら金魚
- 園崎未恵 応援サイトFutureEyes